# Bartol Franjić
Bartol Franjić, né le 14 janvier 2000 à Zagreb en Croatie, est un footballeur croate qui évolue au poste de milieu défensif au Venise FC, en prêt du VfL Wolfsburg.

## Biographie

### En club
Né à Zagreb en Croatie, Bartol Franjić est formé par l'un des clubs de la capitale, le Dinamo Zagreb. Il est un membre important des équipes de jeunes du Dinamo, avec l'équipe réserve mais aussi avec les U19 où il officie comme capitaine. Il participe en 2020 au bon parcours de son équipe en UEFA Youth League, où les jeunes croates se qualifient pour les quarts de finales en remportant la séance de tirs au but face aux jeunes du Bayern Munich.
Il joue son premier match en professionnel le 17 juin 2020, en étant titularisé lors de la victoire du Dinamo contre le NK Slaven Belupo (3-2).
Il devient Champion de Croatie en 2020, le club étant sacré officiellement pour la 21e fois à l'issue de la 30e journée.
Lors de l'été 2022, Bartol Franjić rejoint l'Allemagne afin de s'engager en faveur du VfL Wolfsburg. Le transfert est annoncé le 27 juin 2022 et il signe un contrat courant jusqu'en juin 2027.
Franjić joue son premier match pour Wolfsburg le 30 juillet 2022, lors d'une rencontre de coupe d'Allemagne face au FC Carl Zeiss Iéna. Il entre en jeu à la place de Mattias Svanberg et son équipe s'impose par un but à zéro.
Peu utilisé lors de sa première saison à Wolfsburg, Franjić est prêté le 18 août 2023 au SV Darmstadt 98, tout juste promu en première division, afin de gagner en temps de jeu.
Le 9 juillet 2024, Bartol Franjić est prêté au Chakhtar Donetsk pour une saison. Le Croate est toutefois rappelé de son prêt lors du mercato hivernal et prêté dans le foulée au Dinamo Zagreb le 4 janvier 2025 jusqu'à la fin de la saison.

### En sélection
Bartol Franjić joue son premier match avec l'équipe de Croatie espoirs le 12 novembre 2020 face à l'Écosse. Il entre en jeu à la place de Kristijan Bistrović et les deux équipes se neutralisent (2-2). Il est ensuite retenu avec cette sélection pour disputer le championnat d'Europe espoirs en 2021.

## Palmarès
Dinamo Zagreb
- Championnat de Croatie (3) :
  - Champion : 2020, 2021 et 2022.
- Coupe de Croatie (1) :
  - Vainqueur : 2020-2021.